# Huso stellatus
El esturión estrellado (Huso stellatus) es una especie de pez del género Acipenser, familia Acipenseridae. Fue descrita científicamente por Pallas en 1771.
Se distribuye por Eurasia: mares Caspio, Negro, Azov y Egeo. Introducido en el mar de Aral. La longitud total (TL) es de 250 centímetros, con un peso máximo de 80 kilogramoss. Habita en zonas costeras y estuarinas y se alimenta de peces, también de moluscos y crustáceos. Puede alcanzar los 100 metros de profundidad.
Está clasificada como una especie marina inofensiva para el ser humano.